# 名手站
名手站（日语：／ Nate eki */?）是位於和歌山縣紀之川市名手市場56番1號，西日本旅客鐵道（JR西日本）的和歌山線車站。

## 歷史
- 1901年（明治34年）10月1日 - 紀和鐵道（日语：紀和鉄道）笠田站至粉河站之間開設此站。
- 1904年（明治37年）12月9日 - 南和鐵道路線由關西鐵道繼承，成為關西鐵道車站[1]。
- 1907年（明治40年）10月1日 - 關西鐵道被國有化（日语：鉄道国有法），成為帝國鐵道廳車站[1]。
- 1909年（明治42年）10月12日 - 制定路線名稱，成為和歌山線車站[1]。
- 1987年（昭和62年）4月1日 - 伴隨國鐵分割民營化，車站由西日本旅客鐵道（JR西日本）營運[1][2]。
- 2020年（令和2年）
  - 3月14日 - 車站開始可以使用IC卡「ICOCA」[3]。
  - 6月1日 - 當日成為整日無人車站。

## 車站構造
車站是一座地面車站，設有2面2線的相對式月台。車站大樓位於1號月台側（上行），兩月台之間設有露天跨線橋連接。
此站是由橋本站管理的無人車站。此站設有廁所。

### 月台
| 月台 | 路線     | 上下行 | 方向             |
| ---- | -------- | ------ | ---------------- |
| 1    | 和歌山線 | 上行   | 橋本、五條方向   |
| 2    | 和歌山線 | 下行   | 粉河、和歌山方向 |

## 使用狀況
以下為1日平均乘車人次：
| 年度 | 1日平均 乘車人次 |
| ---- | ---------------- |
| 1998 | 844              |
| 1999 | 808              |
| 2000 | 739              |
| 2001 | 715              |
| 2002 | 630              |
| 2003 | 607              |
| 2004 | 607              |
| 2005 | 576              |
| 2006 | 583              |
| 2007 | 565              |
| 2008 | 582              |
| 2009 | 552              |
| 2010 | 576              |
| 2011 | 540              |
| 2012 | 537              |
| 2013 | 558              |
| 2014 | 553              |
| 2015 | 555              |
| 2016 | 527              |
| 2017 | 491              |
| 2018 | 490              |

## 車站周邊
- 紀之川市政廳那賀分所（舊・那賀町（日语：那賀町 (和歌山県)）公所）
- 青洲之里（日语：青洲の里） - 春林軒（日语：春林軒）、花山博物館（日语：フラワーヒルミュージアム）、華岡青洲顯彰紀念公園
- 舊名手宿本陣（日语：旧名手宿本陣） - 國家的重要文化財3棟，國家指定古蹟
- 飯盛山城址
- 紀之川市立名手小學
- 紀陽銀行（日语：紀陽銀行）名手分店
- 大桑（日语：オークワ）紀之川名手店
- 國道24號

## 相鄰車站
西日本旅客鐵道（JR西日本）
 和歌山線
■快速（粉河站以東各站停車）、■普通
西笠田－名手－粉河

## 注腳
1. 1 2 3 4  曾根悟（監修）. 朝日新聞出版分冊百科編集部（編集） , 编. . 週刊朝日百科. 42号 阪和線・和歌山線・桜井線・湖西線・関西空港線. 朝日新聞出版. 2010-05-16: 20–21 （日语）.
2. ↑  『交通年鑑 昭和63年版』 交通協力會，1988年3月。
3. ↑   (PDF) (新闻稿). 西日本旅客鉄道和歌山支社. 2019-12-13  [2021-01-08]. （原始内容存档 (PDF)于2021-01-04） （日语）.
4. ↑  《和歌山縣統計年鑑》和《和歌山縣公共交通機關等資料集》

## 外部連結
- 名手｜車站資訊：JR出門網 - 西日本旅客鐵道（日語）